# Heraclia transiens
Heraclia transiens là một loài bướm đêm trong họ Noctuidae.